# Großblumiges Johanniskraut

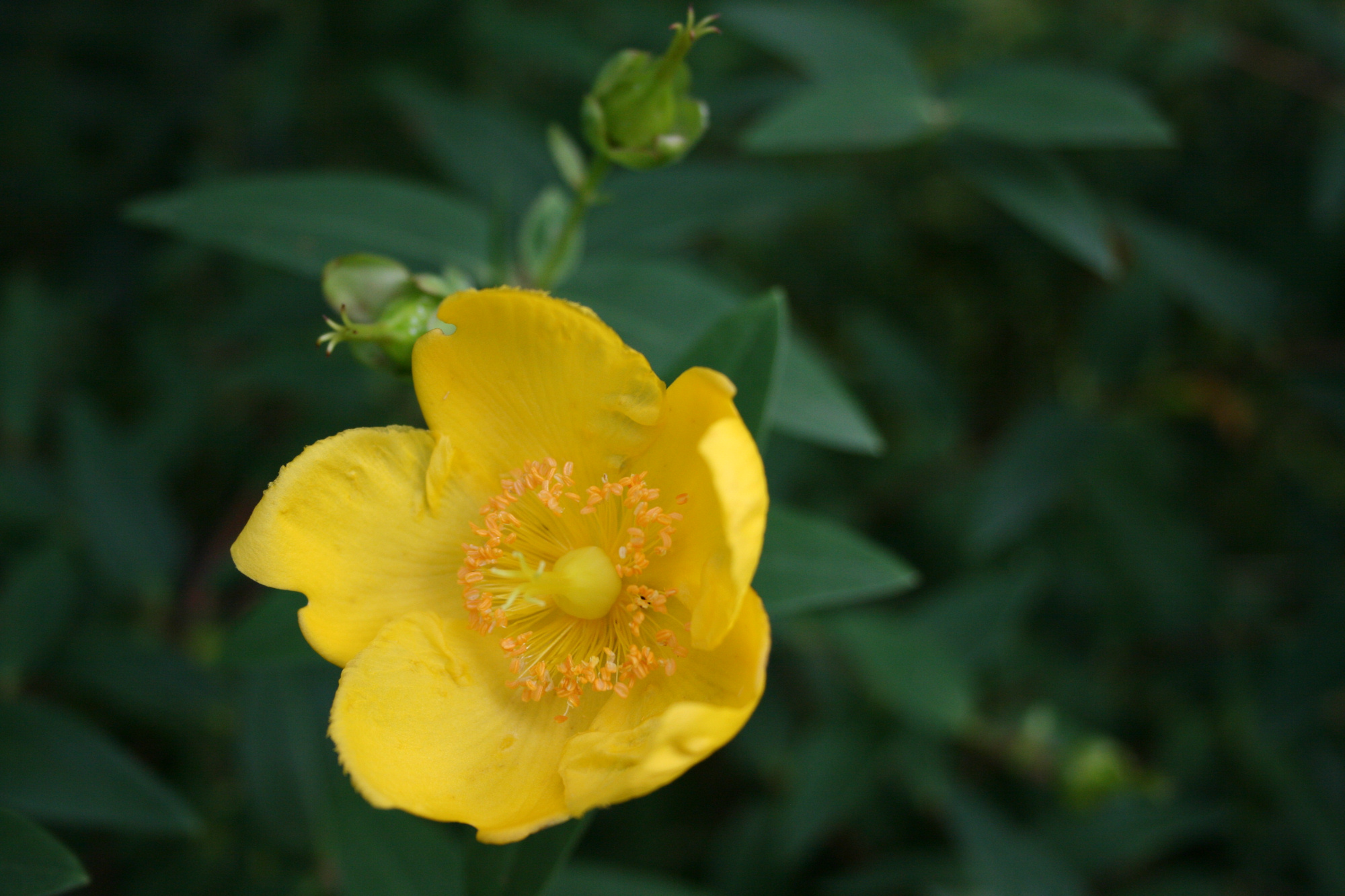
Blüte des Großblumigen Johanniskrauts

Das Großblumige Johanniskraut (Hypericum patulum) ist eine Pflanzenart aus der Gattung der Johanniskräuter (Hypericum) in der Familie der Johanniskrautgewächse (Hypericaceae).

## Beschreibung

### Vegetative Merkmale
Das Großblumige Johanniskraut ist ein Strauch, der Wuchshöhen von 0,3 bis 1,5 (selten bis 3) m erreicht mit abstehenden Ästen und gelegentlich schwacher Beblätterung. Die Zweige weisen in der Jugend vier Linien auf oder sind viereckig, sie sind jedoch bald nur noch mit zwei Linien gekennzeichneten und wachsen schließlich als drehrunde Zweige. Die Internodien haben eine Länge von 0,8 bis 4 cm und sind damit meist kürzer als die Laubblätter. 
Die Laubblätter bestehen aus einem 0,5 bis 2 mm langen Blattstiel und einer lanzettlichen, langgestreckt lanzettlichen bis eiförmigen oder langgestreckt eiförmigen Blattspreite, die dick papierartig und auf der Rückseite blaugrün gefärbt ist. Die Blattbasis ist schmal oder breit keilförmig bis kurz schmal zulaufend. Die Blattspitze ist abgestumpft zugespitzt bis abgerundet zugespitzt. Die Drüsen auf der Blattfläche sind kurz streifig und gepunktet, auf der Blattrückseite stehen sie mehr oder weniger dicht. Von der Mittelrippe gehen drei Paar Seitenadern aus, die Aderung zwischen diesen Adern ist kaum auszumachen. Die Länge der Blätter liegt zwischen 1,5 und 6 cm, die Breite zwischen 0,5 und 3 cm.

### Blütenstände und Blüten
Die Blütenstände bestehen aus einer bis 15 Blüten, die aus einem oder zwei Knoten entspringen. Gelegentlich wird ein kurzes endständiges Internodium gebildet und/oder es entstehen ein- bis dreiblütige Zweige aus der Mitte der Blütenstandsachse. Die Tragblätter sind abfallend, schmal elliptisch bis schmal langgestreckt. Die Blütenstiele sind 2 bis 4 (selten bis 7) mm lang.
Die Blüten messen 2,5 bis 4 cm im Durchmesser und sind mehr oder weniger stark becherförmig. Die Knospen sind breit eiförmig mit abgestumpfter Spitze. Die Kelchblätter stehen aufrecht, sind nahezu gleich geformt bis ungleich geformt, oftmals rötlich gefärbt. Ihre Form reicht von breit eiförmig oder breit elliptisch über nahezu kreisförmig bis langgestreckt eiförmig oder umgekehrt eiförmig-spatelförmig. Die Ränder sind ausgezackt-zahnförmig bis bewimpert mit einem auffällig durchscheinendem Rand. Die Spitzen sind abgestumpft bis abgerundet oder eingebuchtet. Die Kelchblätter sind zwischen 5 und 10 mm lang und 3,5 bis 7 mm breit. Die Kronblätter sind gold-gelb, langgestreckt bis breit umgekehrt eiförmig mit einer Breite von 1,2 bis 1,8 cm und einer Breite von 1 bis 1,4 cm. Der Rand ist ganzrandig oder leicht ausgezackt-zahnförmig und mit einer Reihe drüsiger Punkte besetzt, die Spitze ist abgerundet bis kaum ausgeprägt.
Die Staubblätter stehen in Büscheln aus 50 bis 70 Stück, wovon die Längsten 7 bis 12 mm erreichen. Der Fruchtknoten ist mehr oder weniger breit eiförmig, 5 bis 6 mm hoch und 3,5 bis 4 mm. Die freien und aufrechten Griffel sind 4 bis 5,5 mm lang und sind zur Spitze hin nach außen gebogen.

### Früchte und Samen
Die breit eiförmige Kapselfrucht weist eine Länge von 0,9 bis 1,1 cm und eine Breite von 8 bis 10 mm auf. Die dunkel braunen Samen sind 1 bis 1,2 mm lang. Sie können leicht gekielt sein und die Oberfläche ist linealisch-grubig.

### Chromosomenzahl
Die Chromosomenzahl beträgt 2n = 18 oder 36.

## Verbreitung und Standorte
Diese Art ist in China im Norden Guizhous und in Sichuan beheimatet; Vorkommen in Anhui, Fujian, Guangxi, Hubei, Hunan, Jiangsu, Jiangxi, Shaanxi, Taiwan und Zhejiang sind wahrscheinlich eingeführt. Unter anderem in Japan, Indien und Südafrika wird die Art oft kultiviert und kommt dort gelegentlich auch verwildert vor.
Die Pflanzen wachsen in offenen Wäldern und Dickichten, an Klippen und Straßenrändern in Höhenlagen zwischen 450 und 2400 m; gelegentlich sind sie auch bis in Lagen um 300 m zu finden.